# Erik Galimov
Erik Mikhaïlovitch Galimov (en russe : Эрик Михайлович Галимов), né le 29 juillet 1936 à Vladivostok (URSS) et mort le 24 novembre 2020, est un géochimiste et docteur ès sciences russe.

## Jeunesse
Erik Mikhaïlovitch Galimov est né le 29 juillet 1936 à Vladivostok, alors en URSS. Il est diplômé de l’université d'État russe du pétrole et du gaz I.-M.-Goubkine en 1959. En 1965, il soutient sa thèse de candidat. En 1970, il soutient sa thèse de doctorat. En 1982, il reçoit le titre de professeur.

## Carrière
Il était rédacteur en chef de la revue russe Geochemistry (à partir de 2005). Il a également été académicien de l'Académie des sciences de Russie (à partir de 1994), professeur émérite à l'Université d'État Lomonossov de Moscou (à partir de 1999)  et directeur de l'Institut Vernadsky de géochimie et de chimie analytique, ASR (de 1992 à 2015).

## Récompenses et honneurs
Il a été élu membre honoraire de l'Académie des sciences de la République du Bachkortostan en 2002. Il a été élu membre étranger de l'Académie des sciences et des lettres de Mayence en 1998. Il a reçu le prix Alfred E. Treibs de la Geochemical Society en 2004. Il a été membre en géochimie à la Geochemical Society et à l'Association européenne de géochimie (1998). Il a également été lauréat du prix d'État de la Fédération de Russie 2015. Depuis 2024, un cratère lunaire porte son nom.

## Mort
Il est décédé le 24 novembre 2020, à l'âge de 84 ans, des suites du COVID-19 .